# Turcica monilifera
Turcica monilifera är en snäckart som först beskrevs av Arthur Adams 1854.  Turcica monilifera ingår i släktet Turcica och familjen pärlemorsnäckor. Inga underarter finns listade i Catalogue of Life.